# Anton Scharff

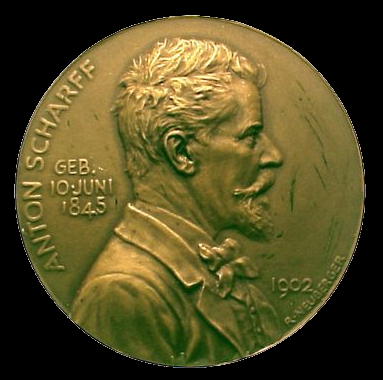
Anton Scharff auf Gedenkmedaille (185 mm), 1902; Medailleur: Rudolf Neuberger (1861–1916)

Anton Karl Rudolf Scharff (* 10. Juni 1845 in Wien; † 5. Juli 1903 in Brunn am Gebirge) war ein österreichischer Medailleur.

## Leben
Anton Scharff war der Sohn des Medailleurs und Steinschneiders Johann Michael Scharff (* 11. November 1806 in Hüttelsdorf; † 22. Mai 1855 in Wien). Ab 1860 studierte er an der Wiener Akademie bei Carl Radnitzky. 1862 war er Schüler an der Graveurakademie im Hauptmünzamt bei Joseph Daniel Böhm. 1866 war er Graveurgehilfe, zwei Jahre später wurde er zum k.k. Münzgraveur ernannt. Er war ab 1881 Leiter und ab 1896 Direktor der Wiener Graveurakademie, wobei er sich in dieser Funktion um die Wiener Medailleurkunst besondere Verdienste erwarb, da diese in jenen Jahren durch Scharffs Wirken eine Blütezeit und Erneuerung erlebte. Die Münzen der Kronenwährung wurden 1892 von ihm geschaffen.

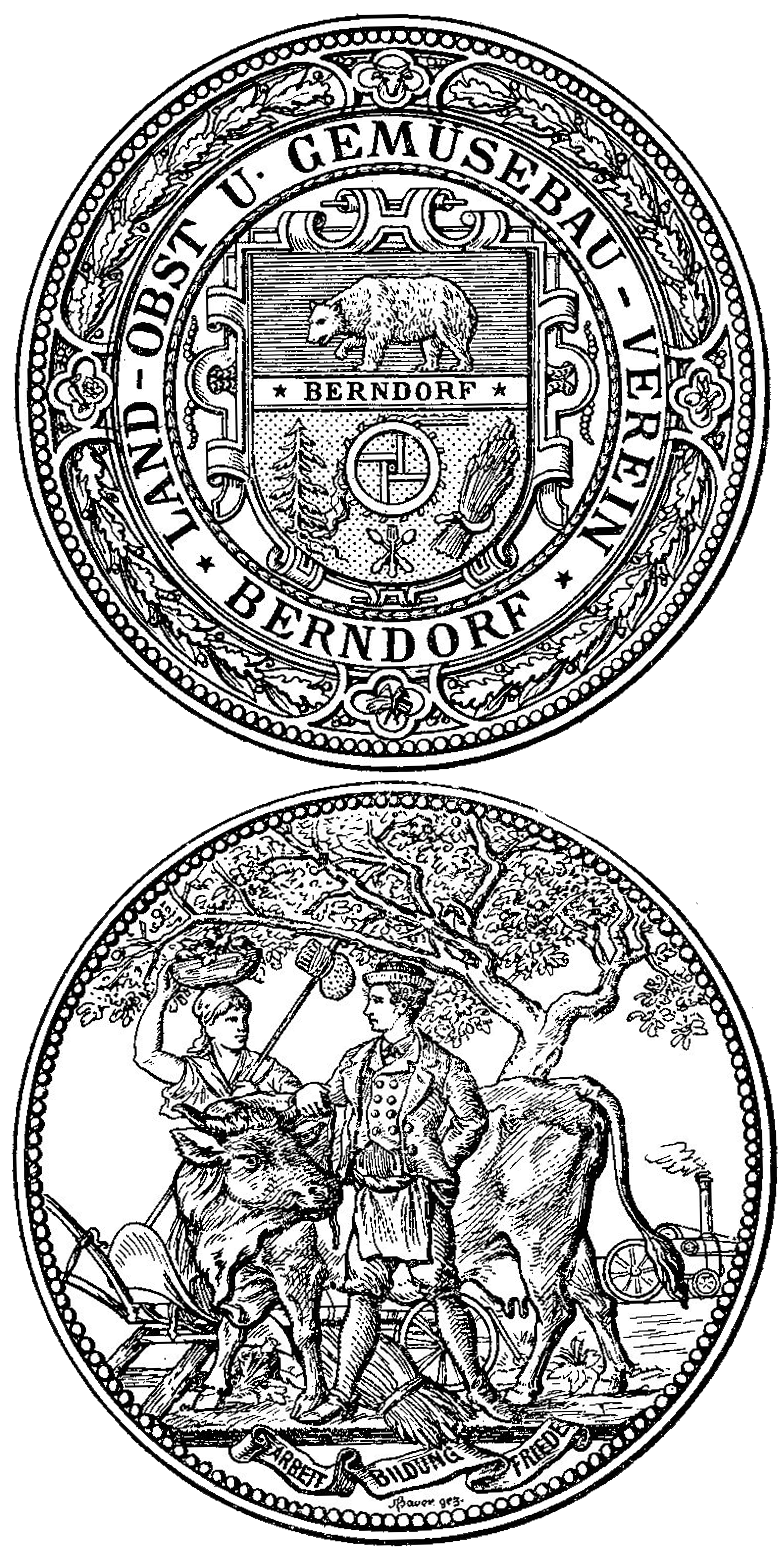
Am 22. September 1884 erstmals durch den Land-, Obst- und Gemüsebau-Verein Berndorf vergebene Medaille (Gold, Silber, Bronze); Zeichnung: Joseph Anton Bauer (1820–1905); Auftraggeber: Arthur Krupp

Seine Medaillen belebten die österreichische Medaillenkunst, die bis dahin von der streng akademischen Auffassung seines Lehrers Böhm geprägt war. Ab 1879 schuf Scharff auch eine hohe Anzahl an Medaillen für München, u. a. jene mit den Bildnissen König Ludwigs II. und Prinzregent Luitpold von Bayern. 1887 erhielt er einen Auftrag der Stadt London für die offizielle Widmungsmedaille anlässlich des 50-jährigen Regierungsjubiläums der Königin Victoria von England. Sein Hauptaugenmerk lag zeitlebens beim Porträt. „Weniger glücklich waren seine Allegorien […] Von besonders sauberer Arbeit sind seine Arbeiten auf dem Gebiete der Münzprägung, darunter die Reihe der Münzen der österreichischen Kronenwährung.“

## Auszeichnungen, Ehrungen, Preise (Auszug)
1882 wurde Anton Scharff Kammermedailleur, 1886 erhielt er (neben Gyula Benczúr) die Erzherzog-Carl-Ludwig-Medaille in Gold. 1888 wurde er Ehrenmitglied der Akademie der bildenden Künste in Wien, 1893 erfolgte die Auszeichnung mit dem Franz-Joseph-Orden. Scharff erhielt zahlreiche weitere in- und ausländische Preise und Auszeichnungen. 1906 wurde die Anton-Scharff-Gasse in Wien-Meidling nach ihm benannt.

## Werke (Auszug)

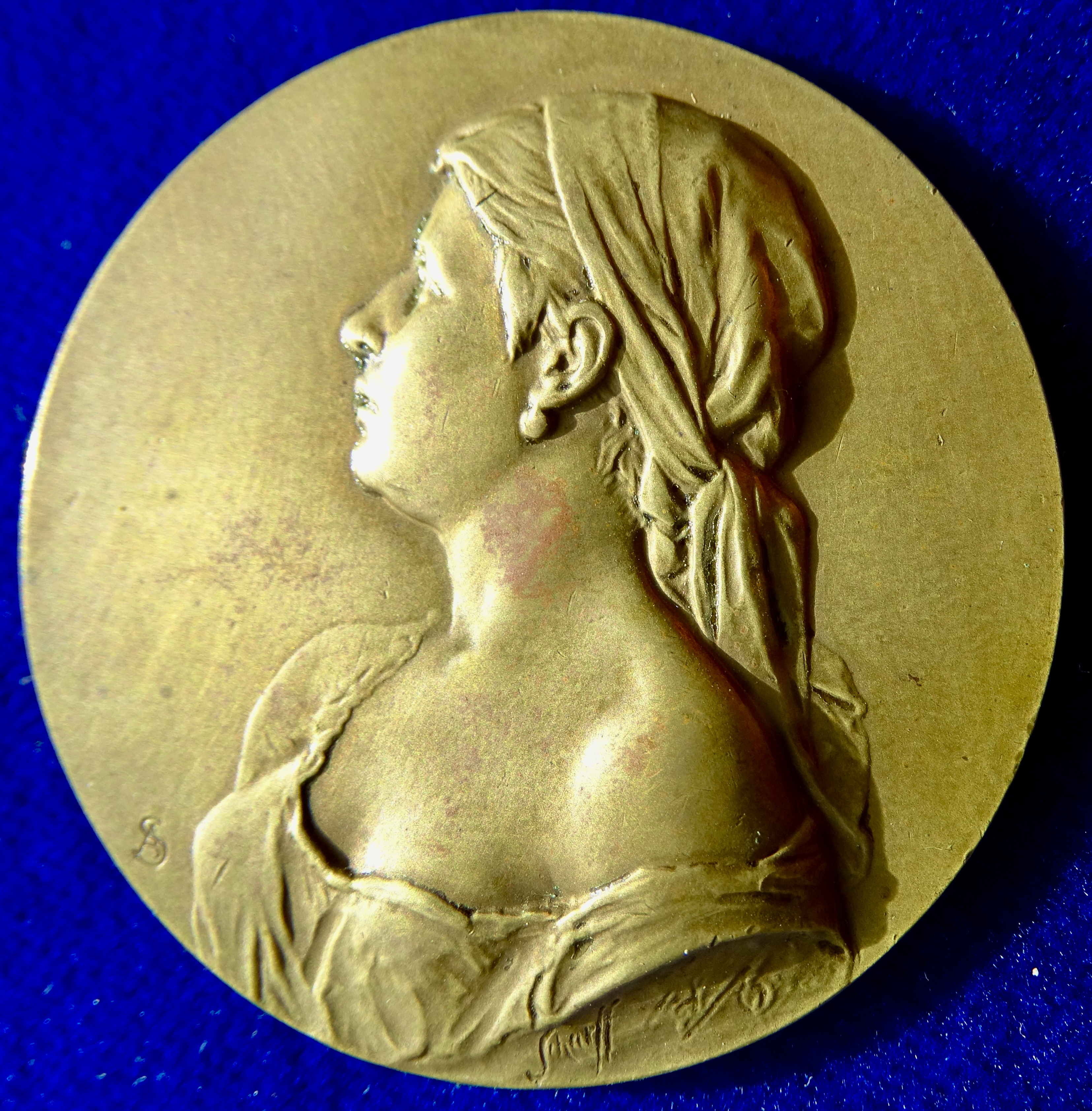
Portraitmedaille einer Landfrau in österreichischer Tracht

- Frontseite der Festmedaille für das Sängerbundesfest in Wien 1890. Die Vorderseite ziert eine schwebende Muse mit Lyra und Palmwedel sowie ein an ihrer Seite stehenden Engel, der das Wappen von Wien in seinen Händen hält.
- Johannes-Brahms-Medaille in Gold zu dessen 60. Geburtstag (1893)[8]
- Relief-Plakette 400-Jahrjubiläum der Gründung des Niederösterreichischen Regiments 1501. 1901, Bronzeguss, Heeresgeschichtliches Museum, Wien